# 莊大中
莊大中（1714年7月10日—1777年10月31日，康熙五十三年五月二十九日－乾隆四十二年十月初一日），字正子，號鏡堂。江蘇省蘇州府元和縣（今屬蘇州市）人，祖籍常州府武進縣（後分設陽湖縣，今屬常州市），清朝政治人物、詩人、詞人。

## 生平
雍正十三年（1735年）中式乙卯科江南鄉試舉人。
乾隆二年（1737年）中式丁巳恩科第二甲第七名進士出身。授以知縣即用。
三年（1738年），補廣東羅定直隸州東安縣知縣。
五年（1740年）十月，因疏防縣內搶劫案，被兩廣總督馬爾泰揭參彈劾。
六年（1741年），以東安知縣充辛酉科廣東鄉試同考官。任內續修《東安縣志》。
八年（1743年）六月，調補廣東肇慶府陽江縣知縣。
九年（1744年），以陽江知縣充甲子科廣東鄉試同考官。為官灑脫不拘，留意文教，原本陽江濂溪書院後堂繪奉有佛像，莊大中與士紳討論後將佛像撤去並維修之，以整肅文教場所，裁撥院租為聘請教師的經費，文風振興，任內又勘定海界、續修《陽江縣志》。十一年（1746年）離任。
十二年（1747年）四月，因東安縣任內無法有效整頓治安，且隱逸不報乾隆四年韋秀貞傷斃縣差一案，遭廣東巡撫準泰彈劾。
十九年（1754年）四月，因「汪華氏聚賭姦宿詭名徐天爵」案，被都察院奏參彈劾。
二十年（1755年），「汪華氏聚賭姦宿詭名徐天爵」案審結定讞，遭遣戍陝西，將有疾之妻徐氏與年老之父莊楷人託付與長子莊承籛照料。
四十一年（1776年），因時任右春坊右贊善的長子莊承籛借貸捐納呈請贖罪，得到恩旨允許赦歸，前往京師。
四十二年（1777年）五月，以子莊承籛敕封儒林郎、右春坊右贊善。十月，卒於返鄉途中，年六十四歲。
五十年（1785年）正月，以子莊承籛誥贈奉直大夫。

## 著作
- 《真意齋文稿》
- 《曉夢詞鈔》
- 《織雲樓詩鈔》
- 續修《東安縣志》
- 續修《陽江縣志》

## 家庭及關連
莊大中屬毗陵莊氏第十二世。
- 祖父：莊朝生（1630年－1701年），順治六年進士，官至河南提學道僉事。遷居蘇州城東懸橋巷。
- 父：莊楷人（1694年－1777年），歲貢生，乾隆四十二年貤封儒林郎，五十年晉贈奉直大夫。
- 母：吳縣宋氏，貤贈安人，晉贈宜人。江蘇贛榆縣訓導宋景琛之女。

- 大中排行第二，另有一兄弟五弟、二姊妹：
  - 莊大升（1712年－1786年），乾隆六年舉人，官安徽東流縣教諭、翰林院待詔。娶歸安沈氏，康熙五十一年榜眼翰林院編修沈樹本之女。
  - 莊大文（1717年－1752年），吳縣邑庠生。
  - 莊大士（1719年－1783年），元和縣邑庠生。
  - 莊大力（1722年－1785年）。
  - 莊大山（1731年－1798年）。
  - 莊大本（1737年－1793年）。
  - 姊妹一，適崑山馬兆昌。
  - 姊妹二，適吳縣陳德榯。

### 妻妾
- 正室：徐氏，乾隆四十二年以子莊承籛敕贈安人，五十年誥贈宜人。贈內閣中書徐光烈之女。
- 側室：楊氏。
- 側室：梁氏，乾隆四十二年以子莊承簠敕贈孺人。
- 側室：余氏。

### 子女
有七子二女。
- 長子：莊承籛（1739年－1788年），嫡徐氏出，乾隆三十一年進士，官至翰林院侍讀。娶太倉王氏，康熙四十五年進士廣東巡撫王謩之孫女、安徽和州州同王述璿之女。
- 次子：莊承篆（1740年－？年），庶楊氏出，官雲南河西縣典史。
- 三子：莊承簡（1741年－？年），嫡徐氏出，監生。
- 四子：莊承籙（1741年－？年），庶余氏出。
- 五子：莊承簠（1745年－1799年），嫡梁氏出，廩貢生，官至安徽涇縣教諭。
- 六子：莊承簵（1749年－？年），嫡梁氏出。
- 七子：莊承簪（1750年－1820年），嫡徐氏出，監生，官四川郫縣知縣。

- 長女，嫡徐氏出，適徐元鎮，內閣中書徐壎之子。
- 次女，庶余氏出，適蔣元臨，詹事府主簿蔣煦（蔣杲弟）之子。